# 大丈夫じゃない大人たち〜オフィス・サバイバル〜
『大丈夫じゃない大人たち〜オフィス・サバイバル〜』（だいじょうぶじゃないおとなたち、原題：미치지 않고서야）は、2021年6月23日から同年8月26日までMBCで放送された韓国のテレビドラマ。全16話。主演はチョン・ジェヨンとムン・ソリ。チョン・ドユンが脚本を書き、チェ・ジョンインが演出した。大手電機メーカーを舞台に、人員整理や配置転換、事業所売却に翻弄される社員たちの奮闘を描く。
日本では、KNTVで『狂っていなければ（原題）』という題名で2021年11月18日から放送され、2022年4月から『大丈夫じゃない大人たち〜オフィス・サバイバル〜』の邦題でDVDのレンタルが開始され、同時に同じ邦題でU-NEXTで配信が開始された。その後ホームドラマチャンネルでも放送された。

## 出演

### 主要人物
チェ・バンソク
演 - チョン・ジェヨン
優秀なエンジニア。開発1チームに異動早々チーム長のセグォンに嫌われて、経験のない人事チームに異動させられる。
タン・ジャヨン
演 - ムン・ソリ
人事チーム長。役員を目指している。セグォンの元夫。
ハン・セグォン
演 - イ・サンヨプ
開発1チームのチーム長。ヒット商品を出した出世頭。
ソ・ナリ
演 - キム・ガウン
商品企画チーム先任。セグォンの恋人。

### その他の人物
シン・ジョンア
演 - チャ・チョンファ
財務チームの代理。契約社員。タン・ジャヨンの親友。
ノ・ビョングク
演 - アン・ネサン
開発2チームのチーム長。
ペン・スゴン
演 - パク・ウォンサン
購買チームのチーム長。
コン・ジョンピル
演 - パク・ソングン
QAチームのチーム長。
ハン・スンギ
演 - チョ・ボクレ
ハンミョン電子社長。
ソ・サンウク
演 - イム・ヒョンス
人事チームの代理。
ケ・ボラム
演 - チョン・ファジェ
人事チーム員。

## 視聴率
| 2021年 | 2021年  | 2021年           |       |
| ------ | ------- | ---------------- | ----- |
| 回送   | 放送日  | AGB視聴率        |       |
| 回送   | 放送日  | 大韓民国（全国） |       |
| 第1回  | 6月23日 | 3.0％            | [ 7 ] |
| 第1回  | 6月23日 | 3.9％            |       |
| 第2回  | 6月24日 | 2.7％            |       |
| 第2回  | 6月24日 | 3.3％            |       |
| 第3回  | 6月30日 | 2.7％            |       |
| 第3回  | 6月30日 | 3.6％            |       |
| 第4回  | 7月1日  | 3.0％            |       |
| 第5回  | 7月7日  | 3.2％            |       |
| 第6回  | 7月8日  | 3.0％            |       |
| 第7回  | 7月14日 | 3.8％            |       |
| 第8回  | 7月15日 | 2.7％            |       |
| 第9回  | 7月21日 | 3.3％            |       |
| 第10回 | 7月22日 | 3.3％            |       |
| 第11回 | 8月11日 | 3.8％            |       |
| 第12回 | 8月12日 | 3.7％            |       |
| 第13回 | 8月18日 | 4.0％            |       |
| 第14回 | 8月19日 | 3.6％            |       |
| 第15回 | 8月25日 | 3.5％            |       |
| 第16回 | 8月26日 | 4.3％            |       |